# Schiff (Heraldik)

Drei goldene Dreimaster
(Kreis Nordfriesland, DE)

Stilisiert: Goldenes Segelschiff
(Timmendorfer Strand, DE)

Schiff und Boot bezeichnete in der Heraldik ein Wappenbild als gemeine Figur, die sehr unterschiedliche Darstellungsformen hat.

## Geschichte
Der Einzug in die Heraldik leitet sich von dem frühen Gebrauch als Fortbewegungsmittel ab. Vom kleinen Ruderkahn bis zum mehrmastigen Segelschiff wird es im Wappen verwendet. Alle Schiffstypen sind stark stilisiert. Häufig ist die im Wappen gezeigte Form nicht mehr zum Schwimmen geeignet.
Ursprünglich kommt es in der englischen Heraldik verbreitet vor und hat sich allmählich auch einen Platz in den Wappen anderer Länder gesichert. In den Wappen von englischen Seestädten, besonders in den ehemaligen britischen Kolonien war und ist das Schiff verbreitet. Das Schiff wird in der neueren Wappenkunde zunehmend von der Seitenansicht übergehend in die perspektivischen Ansicht verwendet.

## Darstellung und Blasonierung
In einem guten Wappenbild ist ein Segelschiff mit geblähten Segeln und beflaggten Masten. Oft werden drei Maste gezeigt. Das Boot hingegen erscheint unbemastet und schlicht.
Im Wappen kommen auch nur Teile von Schiffen und Booten vor. So ist das Ruder oder ein Paddel, auch gekreuzt mit einem zweiten, manchmal im Wappen. Beschrieben muss unbedingt der gewählte Schiffstyp werden. Farben sind alle heraldischen möglich und nicht immer muss das Schiff oder das Boot im Wasser schwimmen.
Ein blauer Schildfuß in Wellenschnitt oder ein genauso gezeigter Balken als Darstellungsart von Wasser, ist oft nicht zu finden.
In den Booten und Schiffen werden selten Wappenfiguren gezeigt, eine gemeine Figur wie ein Kreuz ist häufiger anzutreffen. Bei Segelschiffen werden die Segel oder die Mastwimpel mit verschiedenen Figuren geschmückt, die auch blasoniert werden müssen.
Eine Besonderheit ist die Arche Noah. Hier wird ein Schiff, oft mit einem Haus darauf, dargestellt. Die Taube mit einem Ölzweig im Schnabel macht die Wappenfigur aber erst zur Arche. Alle heraldischen Tinkturen sind möglich.

## Beispiele

Schiffe
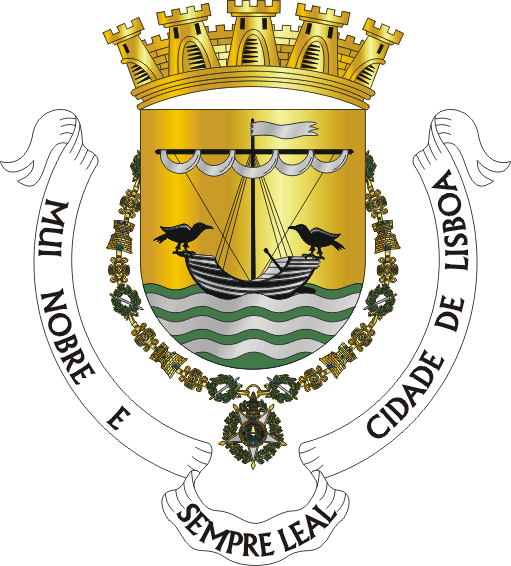
(Lissabon, PT)
(Avilés, ES)
(Insel Spiekeroog, DE)
(Paris, FR)
(Kaliningrad, RU)
(Kreis Nordfriesland, DE)
Rote Kogge (Wismar, DE)
(Wyk auf Föhr, DE)
(Tønder, DK)
(Curaçao, NL)
(Murmansk, RU)

spezielle Segel
Mit Hermelinen bestückt (Nantes, FR)
Dreimastsegler (Bunde am Dollart, DE)
(Wehlen/Elbe, DE)
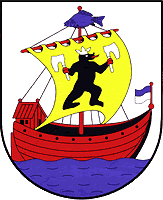
(Roßlau/Elbe, DE)
(Flörsheim am Main, DE)
Stilisiertes Segelschiff (Condé-Sainte-Libiaire, FR)
(Saaremaa, EE)

Boote
Segelboot, eine Pünte (Greven, DE)
Ruderboot (Pahlen, DE)
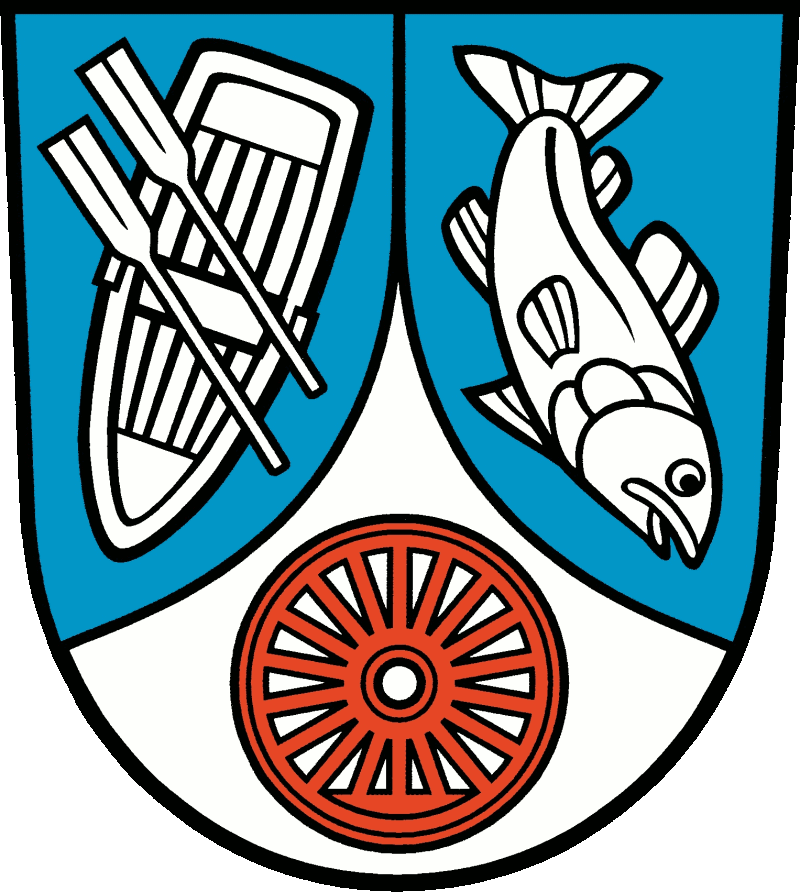
Boot in Draufsicht nebst Rudern, (Seddiner See, DE)
Wikingerboot mit Drachenkopf (Wenningstedt-Braderup auf Sylt, DE)
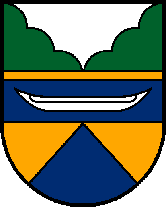
Einbaum (Tiefgraben, AT)
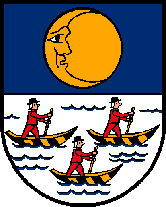
zwei zu eins gestellte Einbäume, mit schwarzen, schrägrechten Brandstreifen, linkshin gerudert (Mondsee, AT)

spezielles Schiff
Kettenfähre (Oldenbüttel, DE)
Torfkahn (Landkreis Osterholz)
Arch, Kanton Bern, Schweiz, (Arche Noah: redend)
Larche (Corrèze), Frankreich